# Oligotenes
Oligotenes es un género de polillas tortrícidas categorizado en la tribu Schoenotenini, de la subfamilia Tortricinae. Fue descrito por Diakonoff en 1954.

## Especies
- Oligotenes amblygrapha Diakonoff, 1973
- Oligotenes antistita Diakonoff, 1974
- Oligotenes chrysoteuches Diakonoff, 1954
- Oligotenes hierophantis (Diakonoff, 1954)
- Oligotenes polylampes Diakonoff, 1954